# كليفورد بيكوفر
كليفورد آلان بيكوفر (مواليد 15 أغسطس 1957) (بالإنجليزية: Clifford Alan Pickover)‏ مؤلف ومحرر وكاتب عمود أمريكي في مجالات العلوم والرياضيات والخيال العلمي والابتكار والإبداع. هو مبتكر العدد مصاص الدماء.
لسنوات عديدة، كان يعمل في مركز أبحاث توماس جون واتسون في يوركتاون بنيويورك، حيث كان رئيس تحرير مجلة IBM للبحوث والتطوير. حصل على أكثر من 500 براءة اختراع أمريكية، وهو زميل منتخب في لجنة التحقق من الشك، وهو مؤلف لأكثر من 50 كتابًا، تُرجمت إلى أكثر من عشر لغات.

## وصلات خارجية
- Clifford A. Pickover  على قاعدة بيانات الخيال التأملي على الإنترنت
- Personal website
- Reality Carnival, a blog which regularly posts his links of interest
- Radio Interview from This Week in Science July 11, 2006 Broadcast
- WikiDumper.org – The Wikipedia Knowledge Dump, Pickover's blog regarding English Wikipedia's articles slated for deletion.
- Clifford A. Pickover at الببليوغرافيا الرقمية ومشروع المكتبة Bibliography Server